# Ałeksandar Todorowski
Ałeksandar Todorowski (cyryl. Aлeкcaндap Toдopoвcки, wym. [alɛksandar tɔdɔrɔvski]; ur. 26 lutego 1984 w Kraljevie) – macedoński piłkarz serbskiego pochodzenia występujący na pozycji prawego obrońcy w klubie Radnički Nisz.

## Kariera
Jest wychowankiem Radniček Belgrad, których barwy reprezentował w latach 2002–2005. Następnie grał w APOEL-u, Digenisie Morfou i AEL-u, z którego w 2008 roku przeszedł do swojego pierwszego klubu. 25 lutego 2011 roku podpisał trzyletni kontrakt z Polonią Warszawa, ważny jednak dopiero od 1 lipca. Po tym, jak zdecydował się związać z warszawskim zespołem, w swojej dotychczasowej drużynie został przesunięty do rezerw i od końca lutego nie wystąpił w oficjalnym meczu. W barwach stołecznego klubu zadebiutował 11 września tego roku w wyjazdowym spotkaniu z Jagiellonią Białystok w ramach rozgrywek Ekstraklasy. 25 czerwca 2013 r. Todorowski podpisał dwuletnią umowę z austriackim Sturmem Graz. Od 14 stycznia 2014 roku był piłkarzem Zagłębia Lubin. 1lipca 2018 został zawodnikiem serbskiego klubu z ekstraklasy Radnički Nisz.
Mimo iż Todorowski urodził się w Serbii, jest pochodzenia macedońskiego. W styczniu 2010 roku zadeklarował chęć gry dla tego drugiego państwa. Od tej pory zagrał w dziewięciu meczach reprezentacji Macedonii.